# Warsaw Village Band
Warsaw Village Band (in Polen unter dem Namen Kapela ze Wsi Warszawa bekannt) ist eine 1997 gegründete polnische Folk-Gruppe, die unter wechselnden Formationen bis heute besteht. Die auf Polnisch singende Band wird zu einem der erfolgreichsten Ensembles Osteuropas abseits des Mainstreams gerechnet. Selbst bezeichnen sie ihre Musik als „Bio-Techno“ oder „Hardcore-Folk“, da sie traditionelle polnische Folklore mit modernen Elementen wie der Avantgarde miteinander kombinieren.

## Bedeutung der Bandnamen
Der englische Name Warsaw Village Band (deutsch: Warschauer Dorfband) und der polnische Ausdruck Kapela ze Wsi Warszawa („Die Band aus dem Dorf Warschau“) meinen das Gleiche. Die beiden parallel bestehenden Bandnamen sollen durch ihre Widersprüchlichkeit (Dorf und Warschau) auf die Entwurzelung von ländlicher Kultur und Folklore im Zeitalter der Globalisierung aufmerksam machen, die gerade im sich rasant entwickelnden Polen stattfindet. Dieser Entwurzelung will die Band entgegenwirken, indem sie alte musikalische Traditionen zwar bewahrt, aber auch gleichzeitig mit ihnen experimentiert.

## Geschichte

### Beginn der Karriere in Polen (1997–2000)
Die Band wurde 1997 unter dem polnischen Namen Kapela ze Wsi Warszawa in Warschau, der Hauptstadt Polens, gegründet. Gleich ihren ersten Erfolg feierte die junge Band aus sechs Musikschülern und -studenten, als sie beim Folk May Day Festival in der Stadt Radom bereits ihren ersten Preis gewann. Das polnische Radio übertrug dieses „Konzert“, welches damals aus nur drei tranceähnlichen Stücken bestand, und machte die gerade erst neu entstandene Band so bekannt. Beim 1. Folk-Musikwettbewerb Nowa Tradycja (deutsch: neue Tradition) des staatlichen Polskie Radio erhielt sie im März 1998 den zweiten Preis.  Daraufhin nahm sie mit Unterstützung des polnischen Kulturministeriums beim Warschauer Plattenlabel Kamahuk ihre erste Platte Hopsasa (polnisch: Hop sa sa) auf. Labelbesitzer und Produzent ist Włodzimierz Kleszcz, Vater der jungen Sängerin Maja Kleszcz und ein in Polen bekannter Musikjournalist.

### Inspiration in den Anfangsjahren
„50 Jahre Kommunismus haben die orale Tradition völlig abgeschnitten, nur die ganz Alten kennen noch die Volkslieder“, sagte der Produzent der Band Włodzimierz Kleszcz in einem Interview. In ihren Anfangsjahren begab sich die Band daher auf musikalische Entdeckungsreisen im eigenen Land, um von älteren Musikern mehr über fast vergessene polnische Folklore, d. h. deren Melodien, Gesangstechniken und Instrumentation zu lernen. Aus den Erfahrungen dieser Reisen kreierte sie so ihren eigenen Stil.

### Internationale Karriere (2000–2006)
Das deutsch-englische Online-Musikmagazin Folk World kürte die Band zum zweitbesten Live-Act 2000 nach ihrem Auftritt beim Tanz & Folk Fest Rudolstadt, dem größten deutschen Folk-Festival. Die bis dahin in Deutschland gänzlich unbekannte Band trat dort noch unter ihrem polnischen Namen Kapela ze Wsi Warszawa auf.
Ihre internationale Karriere startete 2001, als das Bremer Plattenlabel Jaro Medien ihr zweites Album People's Spring (deutsch: Frühling des Volkes) veröffentlichte. Dessen Geschäftsführer hatte sie zwei Jahre vorher beim Sopot Festival im polnischen Ostseebad Sopot entdeckt. Um auch auf dem westlichen Musikmarkt Fuß zu fassen, entschied man sich für den einprägsameren Namen Warsaw Village Band. Das Album People's Spring und die darauf folgende erste Welttournee brachte der Band sehr gute Kritiken ein. Auch in ihrem dritten Studioalbum Uprooting (deutsch: Entwurzelung) von 2004 interpretierte sie traditionelle polnische Melodien und Lieder in zeitgemäßer Form.  Das Werk wurde mit dem Fryderyk, dem wichtigsten polnischen Musikpreis, als „bestes Folk-Album 2004“ ausgezeichnet. Ihr Bekanntheitsgrad steigerte sich noch, nachdem sie 2004 bei den BBC Radio 3 Awards for World Music als beste Newcomer geehrt wurden. Neben weiteren weltweiten Konzerten und Theaterproduktionen komponierte die Band zu dieser Zeit auch im Auftrag für Videospiele und Filmmusiken. 2006 wurde die Warsaw Village Band innerhalb der vierteiligen BBC-Dokumentation European Roots (deutsch: europäische Wurzeln) in der einstündigen Folge Journey (Reise) porträtiert.

### Neue Klänge (2006 bis heute)
2006 veröffentlichten drei Musiker der Band unter dem Namen Village Kollektive das Album Motion Rootz Experimental 2006. Das Werk ist eine Fusion elektronischer Musik mit traditionellen Instrumenten und Gesangstechniken.
Diese Mischung aus polnischer Tradition und Moderne setzte die Warsaw Village Band 2008 in ihrem vierten Album Upmixing fort. Es ist ein reines Reggae-Remixalbum auf Grundlage der CD Uprooting von 2004, an dem bekannte Produzenten und DJs aus ganz Europa mitwirkten. Dieses Werk wurde ebenfalls mit einem Fryderyk, dem polnischen Grammy-Pendant, für das „beste Folk-Album 2008“ ausgezeichnet. 2008 erschien auch ihr fünftes, diesmal vom Blues beeinflusstes Album Infinity (deutsch: Unendlichkeit), das erstmals nicht auf überlieferte traditionelle Musik zurückgreift, sondern ausschließlich von den ehemaligen kreativen Köpfen der Band, Wojtek Krzak und Maja Kleszcz, Frontfrau des Sextetts, komponiert wurde. Die beiden Bandmitglieder haben sich dabei von der Geburt ihrer gemeinsamen Tochter inspirieren lassen. Infinity wurde vom großen US-amerikanischen Online-Magazin Popmatters zum „besten Weltmusik-Album des Jahres 2009“ gewählt und nahm darüber hinaus den 39. Platz unter den „besten Alben (aller Genres) 2009“ ein. Mit dem Album erhält die Band 2010 ihren dritten Fryderyk in der Kategorie „Bestes Folk-Album 2009“.
Im Frühjahr 2012 wurde die CD Nord (Music from the top of the world) veröffentlicht, ein Werk mit nordischen Klängen, in der die schwedische Band Hedningarna als Gäste vertreten sind.
Einige der Bandmitglieder nehmen seit 2011 an dem Projekt R.U.T.A. teil, das von Maciej Szajkowski initiiert wurde und historische Lieder des bäuerlichen Unmuts mit Punk-Elementen verbindet.

## Instrumentation
Die Warsaw Village Band hat verschiedene Musiktraditionen wiederbelebt, die alle in Polen als verschwunden galten. So benutzt die Band Instrumente, die man nur selten in moderner Musik hört. Neben Rahmentrommeln und der Drehleier sticht vor allem die Suka heraus, eine altpolnische Fidel, ähnlich dem bulgarischen Streichinstrument Gadulka, dem nordindisch-pakistanischen Streichinstrument Sarangi oder dem Rebec, einem Vorläufer der Violine. Die Suka, die mit den Fingernägeln gespielt wird, war bei den Polen nahezu in Vergessenheit geraten. Das ehemalige Bandmitglied Anna Jakubowska kam in ihrem Studium der Ethnomusikologie erstmals mit der Suka in Berührung, ließ das Instrument nach einer alten Vorlage rekonstruieren und nahm ein Jahr lang Unterricht. Nur wenige polnische Bands spielen seit den 1990er Jahren das Instrument.
Des Weiteren benutzt die Band einen spezifischen Gesangsstil, der Biały głos (deutsch: weiße Stimme) bzw. Biały śpiew (weißer Gesang) genannt wird. Das ist ein melodieerzeugender Schreigesang, der typisch für osteuropäische Volksmusik ist. Der Gesangsstil wurde früher von den Hirten in den polnischen Bergen benutzt, um auch über weite Entfernungen gehört zu werden.
Die Einbindung moderner Elemente wie Scratchen und elektronische Sirenen führen zu einem eigentümlichen Klangerzeugnis neuer Sounds mit alten Melodien.

## Diskografie

### Studioalben
Die Band veröffentlichte die meisten ihrer Alben in ihrem Heimatland Polen erst ein Jahr später als im Westen und dort fast jedes Mal unter einem anderen Label.
- 1998: Hop sa sa (in Polen beim Label Kamahuk erschienen) bzw. Hopsasa (2005 in Deutschland (D) bei Jaro Medien unter dem polnischen Bandnamen Kapela ze Wsi Warszawa erschienen)
- 2001: People's Spring (D: Jaro Medien) bzw. Wiosna Ludu (2002 in Polen bei Orange World)
- 2004: Uprooting (D: Jaro Medien) bzw. Wykorzenienie (2005 in Polen bei Metal Mind Productions inklusive DVD)
- 2008: Upmixing (D: Jaro Medien) bzw. Wymixowanie (2008 in Polen bei Kayax)
- 2008: Infinity (D: Jaro Medien; 2009 in Polen bei Kayax)
- 2012: NORD (D: Jaro Medien; in Polen bei Karrot Kommando)
- 2015: Święto Słońca (in Polen bei Karrot Kommando); Sun Celebration (2016 in Deutschland bei Jaro Medien)
- 2017: Re:akcja Mazowiecka (in Polen bei Karrot Kommando) bzw. Mazovian Roots Re:action (2018 in Deutschland bei Jaro Medien)
- 2020: Uwodzenie (in Polen bei Karrot Kommando)

## Film
- 2006: einstündiges Bandporträt innerhalb der BBC-Dokumentation European Roots (deutsch: europäische Wurzeln) in der Folge Journey (Reise)

## Auszeichnungen
- 1998: 2. Preis beim 1. Folk-Musikwettbewerb Nowa Tradycja von Polskie Radio
- 2000: Online-Musikmagazin Folk World: zweitbester Live Act 2000
- 2004: BBC Radio 3 Awards for World Music als bester Newcomer
- 2005: Fryderyk für das „beste Folk-Album 2004“ (Wykorzenienie bzw. Uprooting)
- 2009: Fryderyk für das „beste Folk-Album 2008“ (Wymixowanie bzw. Upmixing)
- 2009: US-Online-Magazin Popmatters: „bestes Weltmusik-Album 2009“ (Infinity)
- 2010: Fryderyk für das „beste Folk-Album 2009“ (Infinity)